# LTI TXII
La LTI TXII è un'autovettura del tipo taxi prodotta dalla casa automobilistica inglese London Taxis International (LTI) dal 2002 al 2006.

## Descrizione
Il veicolo presenta alcune sostanziali differenze rispetto al suo predecessore a livello meccanico, tra cui il motore che dalla precedente fornitura da parte di Nissan, si è passati al Ford Duratorq da 2,4 litri TDCi dotato a differenza del predecessore di intercooler, che secondo quanto dichiarato dal produttore, ne aumenta la coppia del 21%. Altre modifiche sono state apportate alla carrozzeria, con cambiamenti estetici e miglioramenti al design. 
La trasmissione è affidata ad un manuale a cinque velocità Ford MTX75 o ad un automatico a quattro velocità Jatco JR402. 
Nel 2006 è stato sostituito dal TX4.